# Stopplaats Roomweg
Stopplaats Roomweg was een halte aan de Roomweg in de Enschedese wijk Roombeek aan de voormalige spoorlijn Enschede - Oldenzaal tussen Enschede-Noord en Lonneker . De halte aan de spoorlijn van de Lokaalspoorwegmaatschappij Enschede – Oldenzaal was slechts korte tijd geopend, van 7 oktober 1928 tot aan de sluiting van de lijn voor personenvervoer op 15 mei 1934.